# Edelweiss (Band)
Edelweiss war ein österreichisches Dancefloor-Projekt, das es 1988 mit dem Titel Bring Me Edelweiss in mehreren Ländern auf Platz eins der Charts schaffte.

## Bandgeschichte
Der erste Titel Bring Me Edelweiss wurde 1988 von Martin Gletschermeyer und Walter Werzowa produziert und von Maria Mathis gesungen. Der Refrain des Liedes bestand aus einer Coverversion von ABBAs SOS mit neuem Text. Der Titel wurde über drei Millionen Mal verkauft, war in mehreren Ländern auf Platz eins der Charts und erhielt einen World Music Award.
Interessant ist, dass Edelweiss offenbar nach dem Buch The Manual (How to Have a Number One the Easy Way) von KLF von 1988 vorgingen, in dem Bill Drummond und Jimmy Cauty den Entstehungsweg ihres Hits Doctorin’ the Tardis beschrieben und alle dazu aufriefen, es ihnen gleichzutun (sampeln, klauen, voll auf Hit gehen). Drummond und Cauty erwähnen im Nachwort der veränderten Neuausgabe von 1998 eine entsprechende Anfrage von Edelweiss aus dem Jahr 1988. Wenn man unter diesem Gesichtspunkt den ersten Edelweiss-Hit Bring Me Edelweiss anhört, ist diese Analogie auch offensichtlich.
Ein Album mit acht Versionen von Bring Me Edelweiss unter verschiedenen Namen folgte. Der Nachfolger I Can't Get No …(Edelweiss) konnte sich jedoch nicht in den Charts platzieren, und es wurde wieder still um die Band.
Auch die stilistisch ähnliche 1988er Single Christkind Is in the House, die in Österreich Platz 28 erreichte, wird Walter Werzowa zugeschrieben.
1992 erfolgte das Comeback von Edelweiss mit dem Titel Raumschiff Edelweiss, in dem Jodelmusik mit dem Titelthema der TV-Serie Raumschiff Enterprise gemischt wurde. Diesmal arbeitete Martin Gletschermeyer mit Klaus Biedermann und Paul Pfab, den Produzenten der Bingoboys, zusammen. Die Ausstattung war von Markus Kuscher. Der Titel schaffte es in Österreich auf Platz 1 und in Deutschland immerhin auf Platz 7. Es erschien zudem eine Promo-Maxi-CD für Radiosender, die zusätzliche Versionen enthält, die auf der normalen Maxi und dem Album nicht zu finden sind (u. a. mit einem deutschsprachigen Intro).
Ebenfalls zur Band gehörte Christian Clerici (im Video zu Raumschiff Edelweiss ebenso zu sehen), der später durch diverse TV-Shows bekannt wurde.
Es folgte das Album Wonderful World of Edelweiss, aus dem die Titel Planet Edelweiss (Platz 14 in Österreich, in den deutschen Charts nicht vertreten) und Ski Instructor ausgekoppelt wurden. Kurz vor Veröffentlichung der erstgenannten Single beging das Bandmitglied Thomas Schlögl Suizid. Sämtliche Promo-Aktivitäten wurden daraufhin eingestellt und das Video zur Single vom Markt genommen.
1997 erfolgte ein weiterer Comeback-Versuch mit dem Titel Edeltaler Hochzeitsmarsch, einer Dance-Version des Zillertaler Hochzeitsmarsches. Der Titel blieb jedoch kommerziell erfolglos.

## Diskografie

### Alben
- Edelweiss (1988)
- Wonderful World of Edelweiss (1992)

### Singles / Maxis
- Bring Me Edelweiss (Single/Maxi/Remix-Maxi/Maxi-CD, 1988)
- I Can’t Get No … (Edelweiss) (Single/Maxi/Maxi-CD, 1989)
- Raumschiff Edelweiss (Single/Maxi/Maxi-CD/Promo-Maxi-CD, 1992)
- Planet Edelweiss (Single/Maxi/Maxi-CD, 1992)
- Beam Me Up (Single/Maxi/Maxi-CD, 1993)
- Ski Instructor (Maxi-CD, 1993)
- Edeltaler Hochzeitsmarsch (Maxi-CD, 1997)
- Bring me Edelweiss (Maxi-CD, 2001, Remake der Biermarke Edelweiss)
- Mariah M. – (Bring Me) Edelweiss 2000 (Maxi-CD, 1999, Remake der Originalsängerin Maria Mathis)

Die Promo-Maxi-CD zu Raumschiff Edelweiss erschien zusammen mit einer Videokassette (mit dem Videoclip dazu) als limitierte Box in einer Filmdose und enthielt andere Versionen des Songs sowie ein Hörspiel in mehreren Teilen (mit den Star-Trek-Synchronsprechern).

### Sonstiges
- The Return Flight of Raumschiff Edelweiss (1996, veröffentlicht auf dem Sampler 30 Years Star Trek – A Tribute)

## Auszeichnungen für Musikverkäufe
| Goldene Schallplatte - Schweden - 1989: für die Single Bring Me Edelweiss |

Anmerkung: Auszeichnungen in Ländern aus den Charttabellen bzw. Chartboxen sind in ebendiesen zu finden.
| Land/RegionAuszeichnungen für Musikverkäufe (Land/Region, Auszeichnungen, Verkäufe, Quellen) | Gold     | Platin | Verkäufe | Quellen              |
| -------------------------------------------------------------------------------------------- | -------- | ------ | -------- | -------------------- |
| Deutschland (BVMI)                                                                           | Gold1    | —      | 200.000  | musikindustrie.de    |
| Österreich (IFPI)                                                                            | Gold1    | —      | 25.000   | ifpi.at              |
| Schweden (IFPI)                                                                              | Gold1    | —      | 25.000   | sverigetopplistan.se |
| Insgesamt                                                                                    | 3× Gold3 | —      |          |                      |

## Auszeichnungen
RSH-Gold
- 1989